# Juncus jacquinii
Juncus jacquinii là một loài thực vật có hoa trong họ Juncaceae. Loài này được L. mô tả khoa học đầu tiên năm 1767.

## Hình ảnh

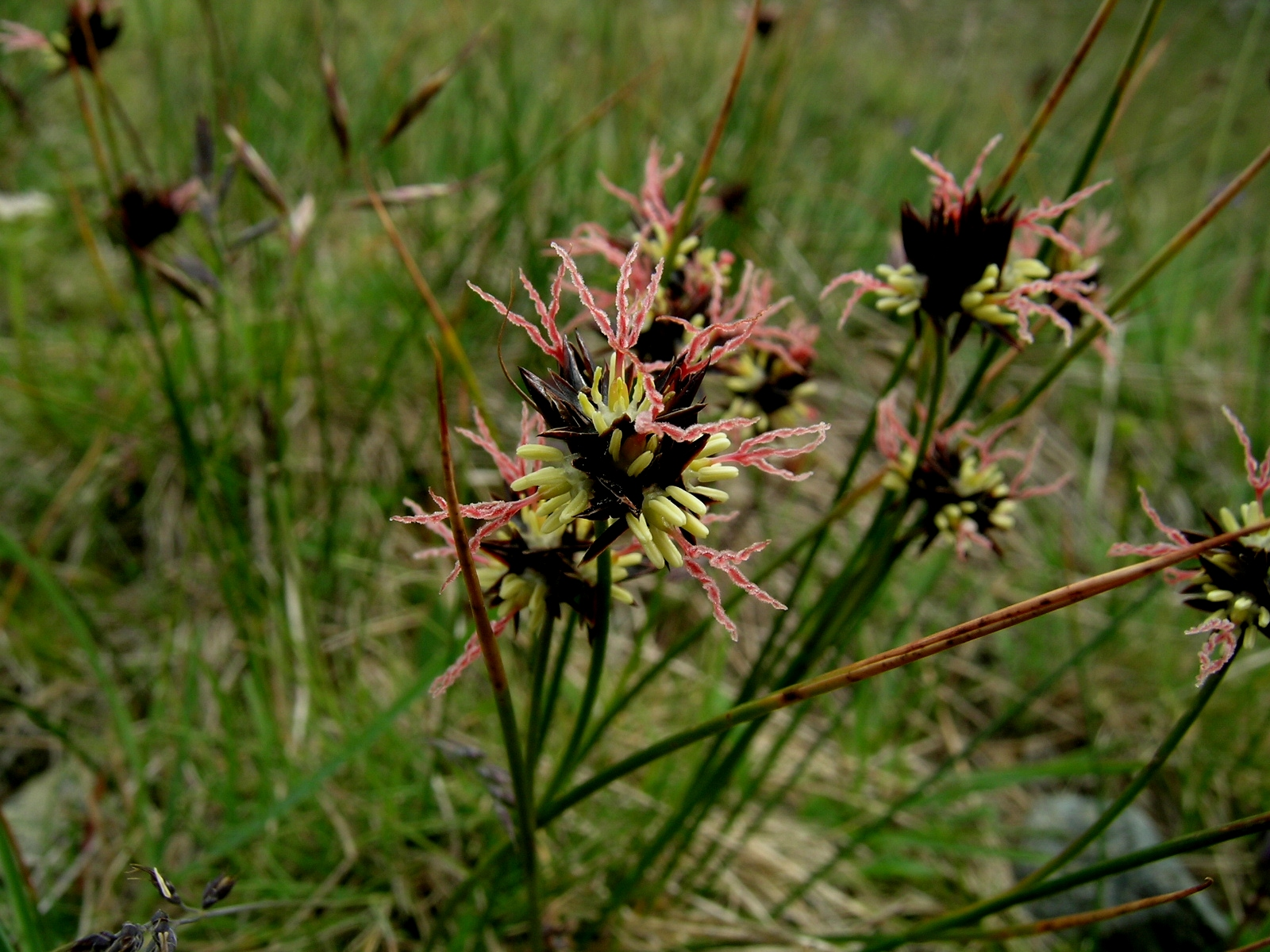
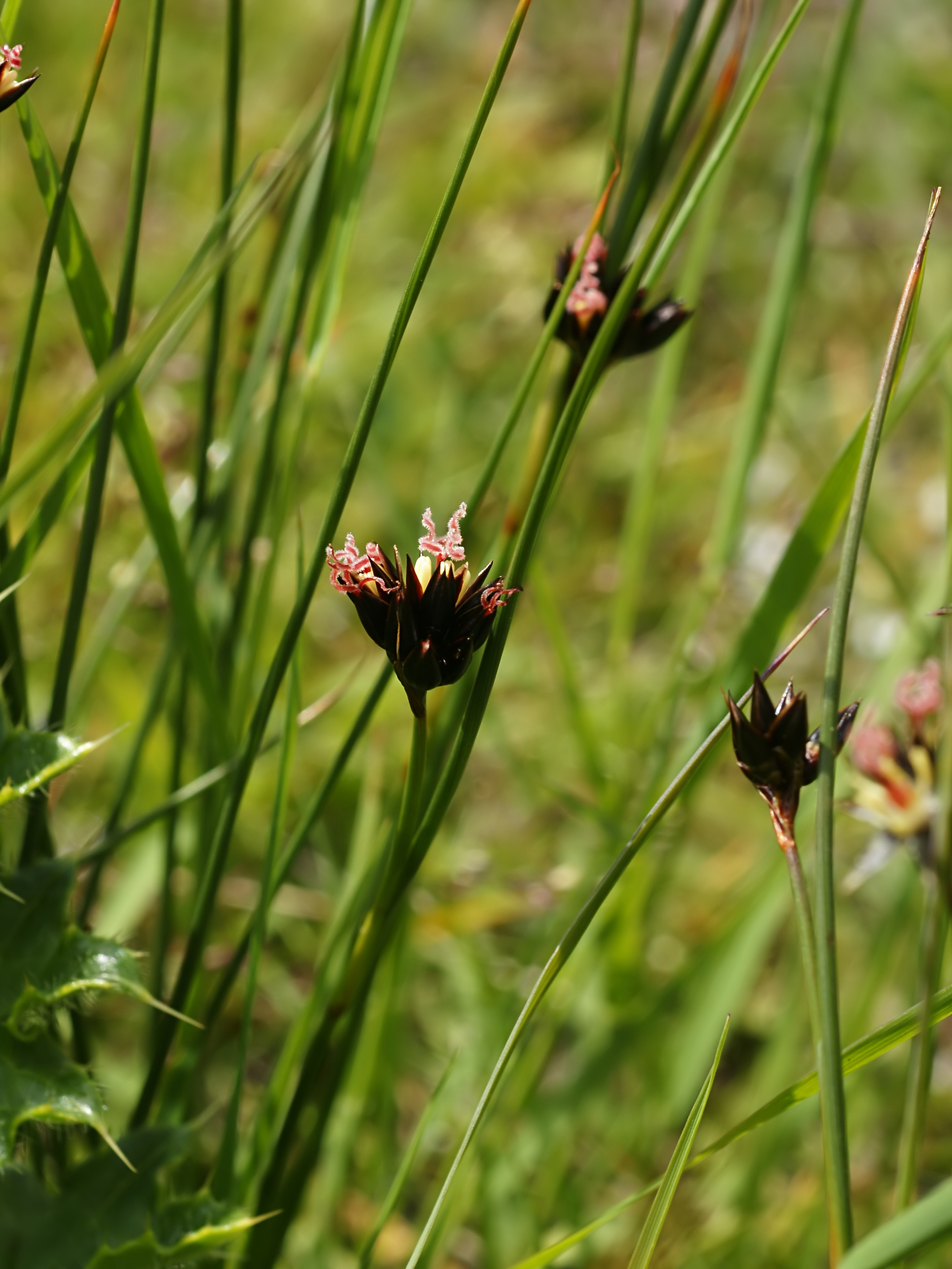